# Civitanova del Sannio
Civitanova del Sannio es una comune italiana de la provincia de Isernia, región de Molise. Tiene 949 habitantes.

## Evolución demográfica
| Gráfica de evolución demográfica de Civitanova del Sannio entre 1861 y 2001 |
|                                                                             |
| Fuente ISTAT - elaboración gráfica de Wikipedia                             |